# Commissaire politique
Un commissaire politique est un officier désigné auprès d'une unité militaire et répondant à une ligne hiérarchique politique, distincte de la hiérarchie militaire. Il répond à sa propre hiérarchie liée, dans les États communistes, à la police politique et non à la ligne de commandement militaire : par exemple, aucun soldat de l'Armée rouge n'ignorait que son autorité primait sur celle des gradés militaires.

## Précurseurs?
Pendant la Révolution française, les « représentants en mission » veillaient à ce que les décisions du Comité de salut public fussent bien appliquées comme ce dernier l'exigeait. Mais les véritables commissaires politiques, avec l'intitulé политический руководитель, « directeur politique », ont été institués en 1918 par Léon Trotski pour encadrer les administrations et surtout l'Armée rouge. Il n'existe aucun document prouvant que les « Représentants en mission » français ont pu inspirer Trotski, même si, compte tenu de sa culture, il est probable qu'il les connaissait.

## Union soviétique
En russe, les commissaires politiques étaient dénommés politrouks (политру́к, abréviation de leur intitulé). Ils étaient choisis et nommés par le Conseil des commissaires du peuple (équivalent d'un Conseil des ministres). Ils pouvaient être affectés à des collectivités territoriales ou des unités d'habitation, des institutions civiles de toute taille, des navires civils ou militaires, et dans l'Armée rouge jusqu'au niveau du bataillon. Dans l'armée , l'aviation et la marine, le commissaire politique répondait à une chaîne de commandement qui ne relevait pas de l'autorité militaire, mais était contrôlée par la Tchéka/Guépéou/NKVD/MGB/KGB (selon les différents noms qui se sont succédé ou doublé au fil des restructurations).
Staline se servit (entre autres) des commissaires politiques pour « purger » l'Armée rouge de ses cadres jugés politiquement douteux en 1936-1938, ce qui élimina un grand nombre d'officiers compétents et contribua à ouvrir à l'Allemagne nazie, après l'invasion commencée le 22 juin 1941, la route de Léningrad, de Moscou et de Stalingrad.
Dans la société civile, un commissaire politique remplissait typiquement trois types de fonctions :
- le contrôle des décisions directionnelles (chefs des collectivités territoriales, cadres du Parti communiste de l'Union soviétique, directeurs d'administrations, d'institutions, d'usines, de kolkhozes, d'écoles, d'aéroports, capitaines de ports ou de bateaux civils), en conformité avec les directives des instances politiques ; il s'agissait de maintenir tout l'encadrement civil sous le contrôle étroit et permanent des organes de sécurité de l'État : pour être applicables, les ordres des échelons décisionnels devaient être contresignés par le commissaire politique de chaque entité ;
- la propagande directe auprès de l'entité ;
- une fonction disciplinaire qui lui permettait de révoquer tout cadre de son grade, de constituer et de présider des tribunaux  populaires ad-hoc, de prononcer des sentences exécutables immédiatement et de nommer un remplaçant ou de se substituer au cadre révoqué.

Dans l'armée, le commissaire politique remplissait quatre fonctions :
- le contrôle des décisions militaires, notamment leur conformité aux ordres des instances politiques ; il s'agissait de soumettre la hiérarchie militaire aux organes de sécurité de l'État : pour être applicables, les ordres de la hiérarchie militaire devaient être contresignés par le commissaire politique ;
- le lien permanent avec les services de renseignement et d'actions spéciales de l'armée ;
- la propagande directe auprès des troupes ;
- une fonction disciplinaire étendue qui lui permettait de révoquer tout militaire de tout grade, de constituer et présider des cours martiales ad-hoc, de prononcer des sentences exécutables immédiatement et de nommer un remplaçant ou de se substituer au militaire révoqué.

En octobre 1942, les commissaires politiques reçoivent l'ordre d'adoucir leur emprise sur la hiérarchie militaire concernant la conduite des opérations jusqu'à la fin de la guerre et quelques-uns des officiers « purgés » en 1936-1938 furent ramenés du Goulag au front afin de rétablir la situation.

### Uniforme
Dans le civil, les commissaires politiques, lorsqu'ils voulaient se signaler comme tels, portaient le plus souvent vêtements et couvre-chefs de cuir noir frappés de l'étoile rouge avec faucille et marteau ; dans l'armée, ils portaient des uniformes proches de ceux des officiers des unités dans lesquelles ils opéraient, avec là un insigne de col et de manche en forme d'étoile rouge, au lieu de chevrons, et un liseré bleu pour la casquette et les insignes de col.

### «Ordre des Commissaires»
Lors de l'invasion de l'Union soviétique (opération Barbarossa), en plein accord avec Hitler et la haute hiérarchie nazie, le général Jodl signa les ordres permanents « des Commissaires » et « des Commandos » enjoignant de fusiller sans autre forme de procès les commissaires politiques surveillant l'Armée Rouge ou les communautés civiles (entreprises, kolkhozes, administrations, quartiers…) afin de « débolchéviser » et « déjudaïser » les sociétés russe, biélorusse et ukrainienne. Lors du procès de Nuremberg, ces deux ordres, en rupture avec les lois admises de la guerre, furent retenus à charge contre les dirigeants nazis. Appliqués sans discernement à tout citoyen soviétique soupçonné par les occupants d'être communiste et/ou juif (voir mythe du Judéo-bolchévisme), ces ordres s'étaient, sur le terrain, révélés contre-productifs, aboutissant à durcir le combat, à galvaniser le moral des troupes et des civils russes, et à grossir le nombre des Partisans soviétiques.

## Autres armées communistes et personnalités connues

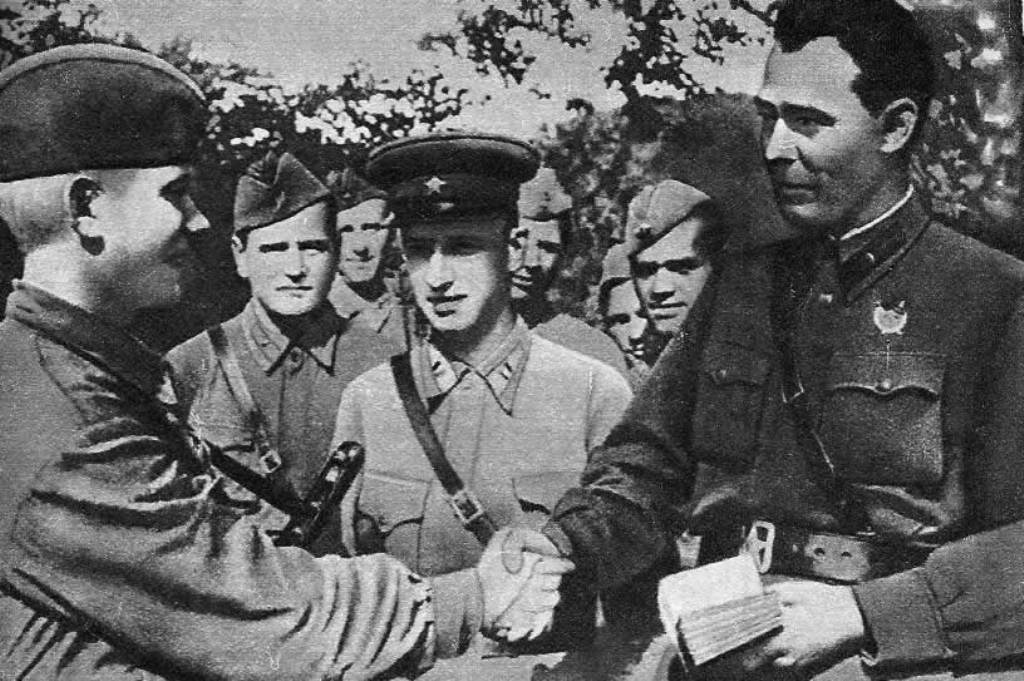
Léonid Brejnev (à droite) en 1942, commandant de commissaires politiques.

Nikita Khrouchtchev et Léonid Brejnev entre beaucoup d'autres instruisirent et commandèrent des brigades de commissaires politiques pendant une partie de la Seconde Guerre mondiale.
Pendant la guerre d'Espagne, l'Armée populaire de la République espagnole a aussi compté dans ses rangs, ainsi que dans les brigades internationales, des commissaires politiques relevant du PCE ou bien, comme Heinz Priess ou Valter Roman, de l'Internationale communiste.
Pendant la guerre civile grecque, Níkos Beloyánnis fut le commissaire politique de la troisième division de l'Armée populaire de libération nationale grecque.

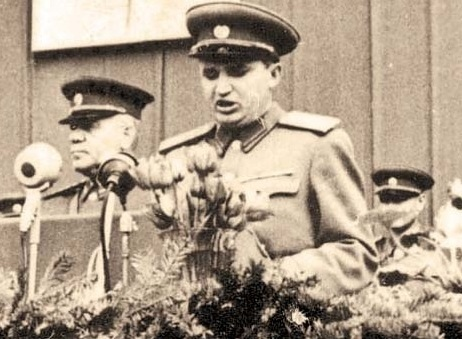
Nicolae Ceaușescu instruisant les commissaires politiques roumains en 1954.

Les commissaires politiques apparaissent dans les divisions alliées roumaines « Vladimirescu » et « Horia-Cloșca-Crișan ». Les chefs de ces commissaires politiques étaient le colonel Mircea Haupt (membre du Parti communiste roumain et frère de l'historien communiste devenu français, Georges Haupt) et le colonel Valter Roman (ancien des brigades internationales en Espagne et père du premier ministre roumain Petre Roman). Après le 23 août 1944 quand la Roumanie déclara la guerre à l'Axe, le nombre de commissaires politiques se multiplia dans les armées roumaines et plusieurs dirigeants de la Roumanie communiste, dont Nicolae Ceaușescu, remplirent cette fonction. Les commissaires politiques roumains travaillaient en coordination avec la Securitate.
La fonction de commissaire politique a aussi existé au XXe siècle dans la branche armée du Việt Minh (où les commissaires politiques ont parfois été des étrangers : Soviétiques, Allemands de l'Est, Roumains, Bulgares et même un Français, Georges Boudarel) et existe au XXIe siècle dans les forces armées cubaines, dans l'Armée populaire de libération chinoise et dans l'Armée populaire de Corée du Nord.

## En Israël
Dans le cadre du plan Daleth appliqué lors de la guerre israélo-arabe de 1948-1949, les troupes juives (puis israéliennes) devant prendre le contrôle (et détruire) les villages arabes sont accompagnées de commissaires politiques, chargés de motiver les troupes et de diminuer leurs réticences à tuer en diabolisant et déshumanisant les Arabes. Les références à la Shoah sont aussi nombreuses.